# Гусев, Георгий Иванович
Георгий Иванович Гусев (23.12.1917, Алтайский край — 24.09.1997) — рабочий-фрезеровщик Новосибирского авиационного завода имени В. П. Чкалова, Герой Социалистического Труда.

## Биография
Родился 10 декабря 1917 года в селе Усть-Калманка Алтайского края в семье рабочих. Окончил 7 классов школы, в 1935 году — школу ФЗУ в Новосибирске.
С 1935 года работал фрезеровщиком на Новосибирском авиационном заводе имени В. П. Чкалова. Уже в 1936 году стал одним из первых стахановцев на заводе.
В 1938—1940 годах проходил срочную службу в армии. После демобилизации вернулся на Новосибирский авиазавод. В годы Великой Отечественной войны выполнял производственные задания на 1,000 %, заслужил звание «тысячник». Участвовал в производстве агрегатов и различных деталей для серийно строившихся на заводе истребителей И-16, ЛаГГ-3, Як-7, Як-9 и их модификаций.
В послевоенные годы участвовал в постройке выпускавшихся на заводе реактивных истребителей МиГ-15, МиГ-17 и МиГ-19, сверхзвуковых перехватчиков Су-9, Су-11, Су-15 и Як-28П, сверхзвукового фронтового бомбардировщика Су-24 и их модификаций.
За выдающиеся заслуги в выполнении семилетнего плана Гусеву Георгию Ивановичу Указом Президиума Верховного Совета СССР от 22 июля 1966 года присвоено звание Героя Социалистического Труда с вручением ордена Ленина и золотой медали «Серп и Молот».
Проработав на заводе 58 лет, ушёл на пенсию в 1993 году. Жил в Новосибирске. Умер 24 сентября 1997 года.
Награждён орденами Ленина, «Знак Почёта», медалями.